# MÁV Cmot 220–224
Az ČSD M 130.2 sorozat egy kéttengelyes A1 tengelyelrendezésű mellékvonali motorkocsisorozat volt a Csehszlovák Államvasutaknál (ČSD). A MÁV-nál is üzemelt négy db belőlük Cmot 220-224 pályaszámokkal.

## Története
A Tatra továbbfejlesztette a toronymotorkocsijait 1932 és 1937 között 3 gyári sorozatot készített belőlük a ČSD-nek. Jellegzetessége a tetőben elhelyezett vezérállás, ami után a motorkocsit tornyoskocsinak vagy tengeralattjárónak nevezték.
A koprovicai Tatra gyárban készült jármű utasterének közepén volt a benzinmotor és a bolygókerekes sebességváltó. A táblázatban megadott műszaki adatok az első szériára vonatkoznak. A későbbi sorozatok nagyobb teljesítményű motort kaptak és még néhány paraméterük különbözött.
A teljesítménye nagyobb volt az M 120.4 sorozaténál, a fővonallal szomszédos mellékvonalon akár 2 mellékkocsival is közlekedhetett. A Česká Lípai vonalon az 50-es évek közepéig voltak használatban, azután még a Česká Kamenice HÉV-en szolgáltak. A sorozat utolsó darabját 1959-ben selejtezték.
A MÁV vonalain is üzemelt 4 db, melyek a második világháború eseményei során kerültek a MÁV állományába.
A motorkocsikból nem maradt egyetlen példány se az utókornak.

## Fordítás
- Ez a szócikk részben vagy egészben  a(z)   ČSD-Baureihe M 130.2 című német Wikipédia-szócikk fordításán alapul.  Az eredeti cikk szerkesztőit annak laptörténete sorolja fel. Ez a jelzés csupán a megfogalmazás eredetét és a szerzői jogokat jelzi, nem szolgál a cikkben szereplő információk forrásmegjelöléseként.